# Club Necaxa

Logo des Atlético Español FC

Der Impulsora del Deportivo Necaxa S.A. de C.V., kurz Club Necaxa oder Necaxa genannt, ist ein mexikanischer Fußballverein aus Aguascalientes. Im Jahr 2000 nahm der seinerzeit noch in Mexiko-Stadt beheimatete Verein an der ersten FIFA-Klub-Weltmeisterschaft in Brasilien teil. Bei diesem Turnier belegte der Club Necaxa hinter den beiden gastgebenden Clubs Corinthians São Paulo und Vasco da Gama den dritten Platz.

## Geschichte
Zu Beginn der 1920er Jahre hatte William H. Frasser, Ingenieur und Manager der Elektrizitätswerke „Luz y Fuerza“, gleich zwei Fußballmannschaften ins Leben gerufen, die zunächst beide als eine Art Betriebssportgruppe fungierten: Luz y Fuerza (Licht und Kraft), die Mannschaft der besagten Elektrizitätswerke und Tranvias (Straßenbahnen), die Mannschaft der öffentlichen Verkehrsbetriebe. Diese beiden Teams wirkten in der Saison 1922/23 in der Primera Fuerza mit, der seinerzeitigen Meisterschaft auf Amateurbasis in Mexiko. Die Mannschaft von Luz y Fuerza hatte bereits am Campeonato del Centenario, einem um die besten Teams aus den Ligen von Jalisco und Veracruz erweiterten Sonderturnier des Jahres 1921 teilgenommen, das den regulären Ligabetrieb der Saison 1921/22 ersetzte.
Nach nur einer Spielzeit, die Tranvias mit dem 5. Platz und Luz y Fuerza mit dem 7. Platz (von insgesamt 8 Mannschaften) nicht erfolgreich beendet hatten, fusionierten die beiden Mannschaften am 21. August 1923 zum Necaxa Fútbol Club. Erster Torschütze des Vereins in der Primera Fuerza war Mario Guadarrama, der im selben Jahr auch den ersten Treffer in einem offiziellen Spiel der mexikanischen Nationalmannschaft erzielte. Der Name Necaxa wurde von dem gleichnamigen Fluss übernommen, der im benachbarten Bundesstaat Puebla entspringt und zur Gewinnung elektrischer Energie herangezogen wird, von der auch die ursprüngliche Heimat des Vereins, Mexiko-Stadt, profitiert. Der neue Verein ersetzte seine beiden Vorgängervereine mit sofortiger Wirkung in der Primera Fuerza und wirkte in derselben ohne Unterbrechung bis zu deren letzter Saison 1942/43 mit.
Als 1943/44 die Profiliga eingeführt wurde, verzichtete Necaxa auf eine Teilnahme, weil der Verein den Profifußball zu jener Zeit strikt ablehnte. Weil er dadurch jedoch den Anschluss zu verlieren drohte, stieg er 1950 doch in die Primera División ein, wobei er zu diesem Zeitpunkt vom gleichzeitigen Rückzug der Vereine Asturias, España und Moctezuma profitierte und an deren Stelle – bei gleichzeitiger Reduzierung der Liga von 14 auf 12 Mannschaften – ins Fußballoberhaus aufgenommen wurde.
1971 wurde Necaxa von spanischen Geschäftsleuten erworben, die dem Verein ein neues Image verpassen wollten und ihn – in Erinnerung an den 15-fachen mexikanischen Meister Real Club España, der ebenfalls in Mexiko-Stadt beheimatet ist, sich jedoch bereits 1950 aus dem Profifußball zurückgezogen hat – in Atlético Español umbenannten. 1982 erfolgte die Rückbenennung in Necaxa.
Der Verein hatte zwei erfolgreiche Epochen, in denen er seine insgesamt sieben Meistertitel gewann: vier davon resultieren aus den 1930er Jahren und die anderen drei aus den 1990er Jahren. Der Star der 1930er Jahre war die Mannschaft an sich, die auch unter der Bezeichnung Once hermanos (Die elf Brüder) bekannt wurde. Der Star der 1990er Jahre war Álex Aguinaga. Trotz seiner sporadischen sportlichen Erfolge stand der Club Necaxa, der bis 2003 in Mexiko-Stadt beheimatet war, seit Einführung der mexikanischen Profifußballliga immer im Schatten seiner Hauptstadtkonkurrenten (América und Atlante sowie später auch von Cruz Azul und UNAM Pumas), die allesamt eine höhere Popularität genossen. Daher zog der Verein vor der Saison 2003/04 nach Aguascalientes in der Hoffnung, sich dort ein neues Umfeld zu erschließen.

## Die Meistermannschaften des Club Necaxa
Aufgrund der dürftigen Quellenlage können nicht mehr alle Spieler aus dem jeweiligen Kader der Meistermannschaften des Club Necaxa nachvollzogen werden. Daher werden nachstehend alle Spieler in alphabetischer Reihenfolge genannt, deren Beteiligung an zumindest einem Meistertitel nachgewiesen ist. Dabei ist zu berücksichtigen, dass aufgrund der lückenhaften Dokumentation einige der genannten Spieler möglicherweise mehr Meistertitel gewinnen konnten als hier angegeben. Die Darstellung erfolgt in zwei getrennten Abschnitten, wobei zunächst die Spieler der vier Meisterschaften in den 1930er Jahren und anschließend die Spieler der drei Meisterschaften in den 1990er Jahren aufgeführt sind.

### Spieler, die in den 1930er Jahren mit Necaxa Meister wurden
- „Cacheton“ Aguilar (1937/38)
- Donato Alonso (1932/33 und 1937/38)
- Ignacio „Calavera“ Ávila (1932/33 und 1934/35)
- „Toño“ Azpiri Nadal (1932/33 und 1934/35)
- Baldomero (1937/38)
- Lorenzo „Yegua“ Camarena (1932/33, 1934/35 und 1936/37)
- Horacio Casarín (1936/37 und 1937/38)
- Raúl „Pipiolo“ Estrada (1934/35, 1936/37 und 1937/38)
- „Chamaco“ García (alle 4 Titel)
- Grajeda (1932/33)
- Jiménez (1932/33)
- „Pulques“ León (1937/38)
- Hilario „Moco“ López (1934/35 und 1936/37)
- Gumercindo „Sardina“ López (1932/33)
- Julio Lores (alle 4 Titel)
- Tomás „Poeta“ Lozano (alle 4 Titel)
- Luébano (1937/38)
- Carlos Mendoza (1937/38)
- Navarro (1937/38)
- Guillermo „Perro“ Ortega (alle 4 Titel)
- Marcial „Ranchero“ Ortiz (vermutlich alle 4 Titel)
- Ernesto Pauler (1932/33)
- Pedrazzi (1932/33)
- Luis „Pichojos“ Pérez (1932/33 und 1934/35)
- Pizano II. (1937/38)
- Lázaro Quintero (1932/33)
- José „Pepe“ Ruiz (1932/33)
- José Ruvalcaba (1932/33)
- Ignacio „Nacho“ Trelles (alle 4 Titel)
- Perico Vera (1937/38)

### Spieler, die in den 1990er Jahren mit Necaxa Meister wurden
- Álex Aguinaga (alle 3 Titel)
- Julio César Aldana (1994/95)
- Sergio Almaguer (Inv 1998)
- Edson Alvarado (1994/95 und 1995/96)
- Ignacio Ambríz (1994/95 und 1995/96)
- Santiago Baños (1995/96)
- Rodrigo Barrera (1995/96)
- Ivo Basay (1994/95)
- Octavio Becerril (alle 3 Titel)
- Salvador Cabrera (alle 3 Titel)
- Víctor Escalera (1994/95)
- Missael Espinoza (Inv 1998)
- Gerardo Esquivel (alle 3 Titel)
- René Fuentes (1994/95 und 1995/96)
- Alberto García Aspe (1994/95 und 1995/96)
- Raúl Gordillo (Inv 1998)
- José Alberto Guadarrama (1995/96)
- Carlos Hermosillo (Inv 1998)
- Luis Hernández (1994/95 und 1995/96)
- Efraín Herrera (1994/95 und 1995/96)
- José María Higareda (alle 3 Titel)
- Dominic Kinnear (1994/95)
- Carlos López de Silanes (1994/95)
- Markus López (Inv 1998)
- Marcial Mendoza (1994/95 und 1995/96)
- José Milián (Inv 1998)
- Juan Monroy (1995/96)
- José Luis Montes de Oca (Inv 1998)
- Nicolás Navarro (1994/95 und 1995/96)
- David Oliva (Inv 1998)
- Raúl Orvañanos (1994/95 und Inv 1998)
- Ricardo Peláez (1994/95 und 1995/96)
- Pedro Pineda (Inv 1998)
- José Antonio Reinoso (1995/96)
- Adolfo Ríos (Inv 1998)
- Víctor Manuel Rodríguez (1994/95)
- Marco Antonio Sánchez (Inv 1998)
- Manuel Sol (1994/95 und 1995/96)
- Samuel Terres (1995/96)
- José Manuel de la Torre (Inv 1998)
- Albeiro Usuriaga (1995/96)
- Sergio Vázquez (Inv 1998)
- Eduardo Vilches (alle 3 Titel)
- Uwe Wolf (1995/96)
- Sergio “el Ratón” Zárate (alle 3 Titel)

## Erfolge

### Amateur-Ära
- Meisterschaft: 1932/33, 1934/35, 1936/37, 1937/38
- Pokal: 1924/25, 1925/26, 1932/33, 1935/36

### Profi-Ära
- Meisterschaft: 1994/95, 1995/96, Invierno 1998
- Pokal: 1959/60, 1965/66, 1994/95, Clausura 2018
- Campeón de Campeones: 1965/66, 1994/95
- Supercopa MX: 2018
- Copa de campeones de la CONCACAF: 1975, 1999
- Copa Gigantes de CONCACAF: 1995
- Teilnahme an der FIFA-Vereinsweltmeisterschaft: 2000

## Prominente Fans
Zu den bekannten Fans der Necaxistas zählen unter anderem:
- Jorge Ortiz de Pinedo, Komiker[3]
- Ramón Valdés, Schauspieler[4]
- Ernesto Zedillo, ehemaliger Präsident Mexikos[5]